# Hippolyte Pixii
Hippolyte Pixii (Parigi, 1808 – 1835) è stato un inventore francese.
Inventore e abilissimo costruttore parigino di strumenti scientifici, è famoso soprattutto per aver ideato una macchina magneto-elettrica, che può essere considerata uno dei primissimi generatori capaci di convertire energia meccanica in energia elettrica. Pixii costruì diversi strumenti per Jean-François-Dominique Arago e per André-Marie Ampère; con l'aiuto di quest'ultimo ideò il suo generatore nel 1832.
Una riproduzione del generatore di Pixii può essere ammirata al Museo Ampère, vicino a Lione, in Francia.
Una magnifica collezione di strumenti costruiti da Pixii è quella acquistata dai duchi di Lucca per i gabinetti scientifici della locale Università, che oggi è in buona parte conservata presso il Liceo Machiavelli.